# Romano R.90
Le Romano R. 90 est un prototype d’hydravion de chasse monoplace construit par les Chantiers aéronavals Étienne Romano à un seul exemplaire.
Sa construction était mixte avec un fuselage en tubes d’acier et des ailes entoilées. Les flotteurs en catamaran étaient supportés par une mâture en acier spécial qui portait les tourillons de lancement par catapulte. Le plan fixe était réglable en vol.

## Variantes
- Romano R.90

Chasseur hydravion monoplace. Un construit.
- Romano R.83

Avion terrestre monoplace, propulsé par un Salmson 9 pour les tests et la livraison, à remplacer par Pratt & Whitney Wasp Junior pour une utilisation opérationnelle. 24 commandés par l'Espagne, 6 livrés.
- Romano R.92

Avion de combat monoplace, propulsé par un moteur Hispano-Suiza 12Ycrs-1 V12 de 900 ch (671 kW) et armé d'un seul canon de 20 mm. Un construit